# Escola de Matemática de Lviv

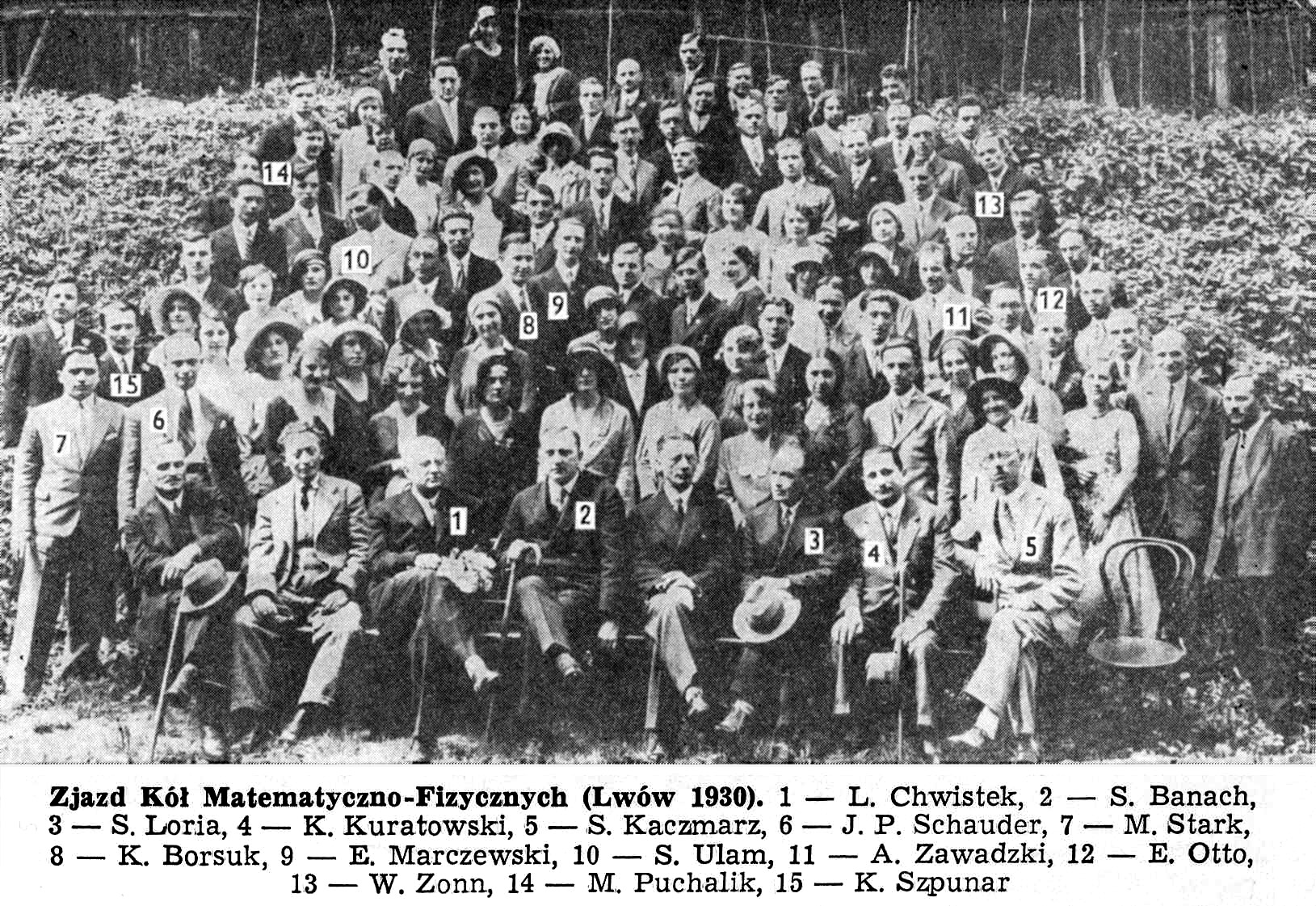
Escola de Matemática de Lviv, 1930

A Escola de Matemática de Lviv (em polonês: lwowska szkoła matematyczna; em ucraniano: Львівська математична школа) foi, juntamente com a Escola de Matemática de Varsóvia e a Escola de Matemática da Cracóvia, um dos três centros da Escola de Matemática da Polônia. Foi formada entre os anos 1918 - 1939 (entre as duas guerras mundiais) por um grupo de matemáticos, que trabalhavam em instituições de ensino superior em Lviv:
- Herman Auerbach (1901–1942)
- Stefan Banach  (1892–1945); considerado o fundador da moderna análise funcional
- Feliks Barański (1915–2006)
- Mark Kac (1914–1984)
- Stefan Kaczmarz  (1895–1940)
- Antoni Łomnicki  (1881–1941)
- Stanisław Mazur  (1905–1981)
- Władysław Orlicz  (1903–1990)
- Stanisław Ruziewicz  (1889–1941)
- Stanisław Saks  (1897–1942)
- Juliusz Schauder (1899–1943)
- Hugo Steinhaus (1887–1972)
- Włodzimierz Stożek  (1883–1941)
- Stanisław Ulam (1909–1984)

Poucos sobreviveram à Segunda Guerra Mundial.
Um dos pontos principais de seus trabalhos foi a análise funcional. Uma característica deste grupo foram discussões intensas na cafeteria Kawiarnia Szkocka. Stanisław Ulam, que imigrou mais tarde para os Estados Unidos, perenizou os problemas discutidos em livros.